# Fife Ice Arena
Die Fife Ice Arena (früher Kirkcaldy Ice Rink) ist ein Eishockeystadion in Kirkcaldy, Schottland.

## Geschichte
Das Stadion wurde nach einjähriger Bauzeit 1938 eröffnet und dient seither als Heimspielstätte der professionellen Eishockeymannschaft Fife Flyers, die seit 2011 in der Elite Ice Hockey League antritt. Neben Eishockey ist die Fife Ice Arena Austragungsort diverser Boxkämpfe und Curlingveranstaltungen. Die Curling-Europameisterschaft 1982 fand unter anderem in der Arena statt. Gelegentlich finden auch Konzerte in der Arena statt.